# Antoine-Laurent Castellan

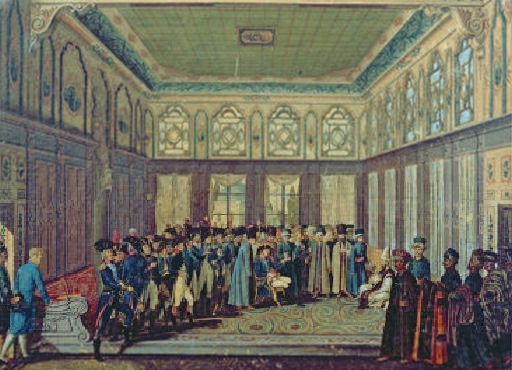
Il generale Jean-Baptiste Annibal Aubert du Bayet, accompagnato da ufficiali francesi, in visita al Gran visir ottomano nel 1796, dipinto del 1797.

Antoine-Laurent Castellan (Montpellier, 1772 – Parigi, 1838) è stato un pittore, architetto e incisore francese.

## Biografia
Dopo aver studiato pittura di paesaggio con Valenciennes, visitò la Turchia, Grecia, Italia e Svizzera e pubblicò diverse serie di lettere su quei luoghi, illustrate con vedute disegnate e incise da lui stesso. La sua opera più nota è Moeurs, usages, costumes des Othomans, pubblicata nel 1812, e molto apprezzata da Lord Byron. Scrisse anche Etudes sur le Chateau de Fontainebleau, che venne pubblicato solo dopo la sua morte. Fu anche l'inventore dell'encausto, un nuovo metodo di pittura.

## Opere
- Lettres sur l'Italie, vol. 1, A. Nepveu, 1819.
- Lettres sur l'Italie, vol. 3, A. Nepveu, 1819.